# Wincenty (Nowożyłow)
Wincenty, imię świeckie Walentin Nowożyłow (ur. w Strielnikowie) – duchowny Rosyjskiej Prawosławnej Cerkwi Staroobrzędowej, od 2006 biskup jarosławski i kostromski.